# Побоїщенська сільська рада
Побо́їщенська сільська рада (рос. Побоищенский сельский совет) — муніципальне утворення у складі Кугарчинського району Башкортостану, Росія. Адміністративний центр — село Побоїще.

## Населення
Населення — 164 особи (2019, 212 в 2010, 273 в 2002).

## Склад
До складу поселення входять такі населені пункти:
| Населений пункт | Населення, осіб (2002) | Населення, осіб (2010) |
| --------------- | ---------------------- | ---------------------- |
| Побоїще, село   | 247                    | 194                    |
| Щербаки, хутір  | 26                     | 18                     |